# Distrito de Neckar-Odenwald

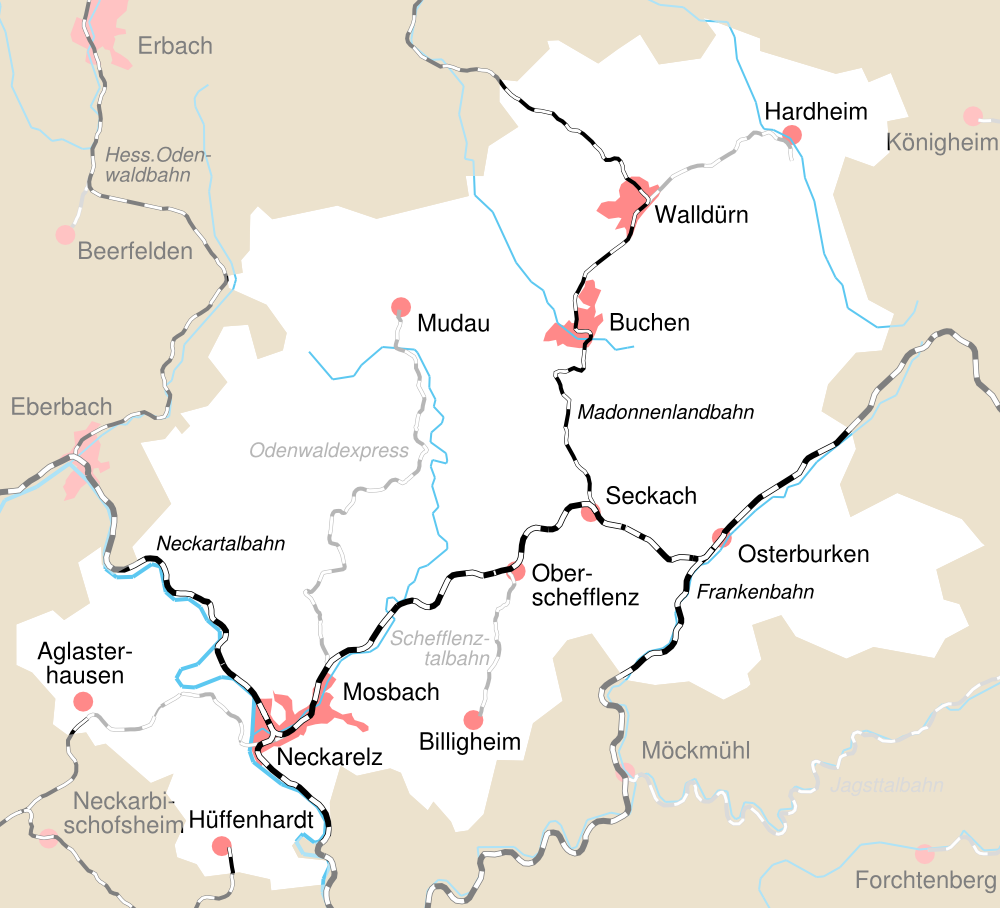
Líneas de ferrocarril en el distrito.

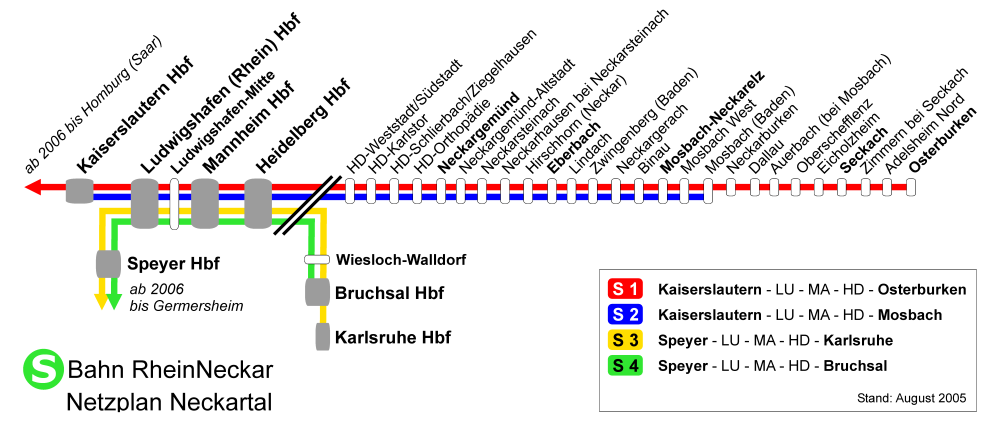
Plano de las líneas S-Bahn en el distrito.

El distrito de Neckar-Odenwald (en alemán: Neckar-Odenwald-Kreis) es un distrito rural (Landkreis) situado en el norte del estado federal de Baden-Wurtemberg. Los distritos vecinos son (empezando por el norte y en el sentido de las agujas del reloj), en el norte el distrito hesiense de Odenwald y el distrito bávaro de Miltenberg, en el este al distrito de Meno-Tauber, en el sudeste al distrito de Hohenlohe, en el sur al distrito de Heilbronn y en el oeste el distrito de Rin-Neckar. La capital del distrito recae sobre la ciudad de Mosbach.

## Geografía
El distrito de Neckar-Odenwald tiene parte en el Odenwald cuya elevación más alta es el Katzenbuckel, con 625 m en el oeste del distrito. El valle del Neckar le divide en dos partes.

## Demografía
El número de habitantes ha sido tomado del censo de población de la oficina de estadística de Baden-Wurtemberg.
| Año                   | N.º de habitantes |
| --------------------- | ----------------- |
| 31. Diciembre de 1973 | 132 673           |
| 31. Diciembre de 1975 | 131 159           |
| 31. Diciembre de 1980 | 129 735           |
| 31. Diciembre de 1985 | 128 675           |
| 27. Mayo de 1987 ¹    | 130 656           |

| Año                   | N.º de habitantes |
| --------------------- | ----------------- |
| 31. Diciembre de 1990 | 138 525           |
| 31. Diciembre de 1995 | 146 782           |
| 31. Diciembre de 2000 | 149 424           |
| 31. Diciembre de 2005 | 150 628           |
| 30. Junio de 2006     | 150 428           |

## Ciudades y municipios
(Habitantes a 30 de junio de 2005)
| Ciudades 1. Adelsheim (5379) 2. Buchen (18 812) 3. Mosbach (24 990) 4. Osterburken (6552) 5. Ravenstein (3073) 6. Walldürn (12 001) Distritos administrativos Los "Distritos Administrativos" son dos (o más) municipios que unen sus administraciones (en España, algo así como "Mancomunidades") 1. Hardheim-Walldürn 2. Haßmersheim 3. Kleiner Odenwald 4. Limbach 5. Mosbach 6. Neckargerach-Waldbrunn 7. Osterburken 8. Schefflenztal 9. Seckachtal | Municipios 1. Aglasterhausen (5023) 2. Billigheim (5879) 3. Binau (1392) 4. Elztal (6138) 5. Fahrenbach (2883) 6. Hardheim (7395) 7. Haßmersheim (4946) 8. Höpfingen (3290) 9. Hüffenhardt (2062) 10. Limbach (4547) 11. Mudau (5068) 12. Neckargerach (2401) 13. Neckarzimmern (1533) 14. Neunkirchen (1809) 15. Obrigheim (5288) 16. Rosenberg (2236) 17. Schefflenz (4281) 18. Schwarzach (3178) 19. Seckach (4429) 20. Waldbrunn (4972) 21. Zwingenberg (730) |

## Escudo de armas
Descripción
Dividido delante rombeado diagonal en plata y azul, detrás en rojo una rueda plateada con seis radios.
Historia
La rueda tiene origen en el escudo del Fürsbistum (obispado principal) Maguncia, los rombos en el del Palatinado. Estas soberanías gobernaban el territorio del distrito hasta que pasó a ser un dominio del Gran Ducado de Baden a principios del siglo XIX.